# 하나 랄프
하나 랄프(덴마크어: Hannah Rahlff, 1930년 9월 23일 ~ )는 덴마크의 배우이다. 1949년부터 1951년까지 영국 런던 왕립연극학교에 재학했으며 1956년에 배우로 데뷔했다.